# Gyrostelma bornmuelleri
Gyrostelma bornmuelleri är en oleanderväxtart som beskrevs av Rudolf Schlechter och Gustaf Oskar Andersson Malme. Gyrostelma bornmuelleri ingår i släktet Gyrostelma och familjen oleanderväxter. Inga underarter finns listade i Catalogue of Life.